# Розлилися круті бережечки
Розлилися круті бережечки… — популярна українська козацька історична народна пісня.

## Історія
Пісню ймовірно було складено в середині XVII століття, напередодні чи на початку Хмельниччини. Мотив твору, даючи уяву про тогочасне становище України, закликає до збройної боротьби за кращу долю.
в 1875-му пісню було надруковано київською типографією Фріца в збірці «Историческія пѣсни малорусскаго народа. Пѣсни о борьбѣ съ Поляками при Богданѣ Хмельницкомъ.» з поясненнями Михайла Драгоманова та Володимира Антоновича. Незабаром, 1880-го року, її обробку для чоловічого хору здійснив Микола Лисенко.
Завдяки директору і режисеру Українського театру «Руська бесіда» Степану Чарнецькому, остання строфа пісні «Розлилися круті бережечки…» стала початком нового патріотичного хоралу «Ой у лузі червона калина»:
Ой у лузі червона калина похилилася,
Чогось наша славна Україна зажурилася,
А ми тую червону калину підіймемо,
А ми нашу славну Україну гей, гей, розвеселимо.
У 1914 р., здійснивши постановку трагедії Василя Пачовського про гетьмана Дорошенка «Сонце руїни», він був невдоволений фінальною жалібливою піснею «Чи я в лузі не калина була». Для більш оптимістичного фіналу Чарнецький вставив у драму «Розлилися круті бережечки», дещо змінивши у ній слова, аби її текст краще вписувався у зміст вистави. Та останній куплет залишив без змін. Крім того, Степан Чернецький заранжував до пісні нову, споріднену з народною, мелодію.
Чотар УСС Григорій Трух, почувши останній куплет пісні у переробці Чарнецького дописав до неї ще три строфи. Відбулося з'єднання двох пісень, що сполучили дві різні історичні епохи. В нові часи пісня наповнилася новим змістом. Замість «славних козаченьків» у тексті з'являються «наші добровольці». Незабаром пісня набула популярності серед стрілецтва та стала їх гімном.
Після 1991-го року чергове аранжування твору здійснив Богдан Сапелюк, склавши один з перших маршів ЗСУ для військового оркестру на поєднанні мотиви мелодій «Червоної калини» Чарнецького та «Наливаймо, браття, кришталеві чаші» Віктора Лісовола.
Таким чином патріотичний мотив цієї народної пісні увібрав у себе вікові традиції українських борців за волю.

## В літературі
На початку 2000-х р.р. Раїса Іванченко на основі пісні «Розлилися круті бережечки» написала однойменну повість.

## Текст
Розлилися круті бережечки,
Гей, гей, по роздоллі;
Пожурились славні козаченьки,
Гей, гей, у неволі.
Гей ви, хлопці, ви, добрі молодці,
Гей, гей, не журіться,
Посідлайте коні воронії.
Гей, гей, садовіться!
Та поїдем у чистеє поле,
Гей, гей, у Варшаву
Та наберем червоної китайки,
Гей, гей, та на славу!
Гей, щоб наша червона китайка,
Гей, гей, не злиняла,
Та щоб наша козацькая слава,
Гей, гей, не пропала!
Гей, щоб наша червона китайка,
Гей, гей, червоніла,
А щоб наша козацькая слава,
Гей, гей, не змарніла!
Гей, у лузі червона калина,
Гей, гей, похилилася;
Чогось наша славна Україна,
Гей, гей, засмутилася.
А ми ж тую червону калину,
Гей, гей, та піднімемо;
А ми ж свою славну Україну,
Гей, гей, та розвеселимо!